# Martin Larsson (längdåkare)
Martin Larsson, född 27 mars 1979 i Värmland. Han är en svensk längdskidåkare. I Vasaloppet 2005 kom han på andra plats i herrklassen.
Larsson var med i Sveriges bronslag i stafetten under VM 2007 i Sapporo. Han fick hoppa in som reserv för Mats Larsson på Sveriges förstasträcka. Hans insats var starkt bidragande orsak till Sveriges bronsmedalj genom att han efter sin sträcka var med i tätklungan då han växlade över till Mathias Fredriksson.